# Jean-François de la Trémoille
Jean-François de la Trémoille (1465 circa – Milano, 19 giugno 1507) è stato un cardinale francese.

## Biografia
Arcivescovo di Auch dal 5 novembre 1490, papa Giulio II lo elevò al rango di cardinale nel concistoro del 18 dicembre 1506, ma morì prima di ricevere la berretta cardinalizia.
Morì il 19 giugno 1507.

## Fonti
- (EN) Salvador Miranda, LA TRÉMOILLE, Jean-François de, su fiu.edu – The Cardinals of the Holy Roman Church, Florida International University.